# 위룰
위룰(We rule)은 뉴토이(Newtoy)가 개발하고 ngmoco:) 에 의해 유통되는 아이폰/아이팟/아이패드의 웹 애플리케이션이다. 소셜 네트워크 서비스(SNS) 기능이 추가된 온라인 게임으로 자신의 왕국을 디자인하는 콘셉트로 제작된 게임이다.
2013년 3월 31일에 서비스가 종료되었다.